# 乔治安娜 (阿拉巴马州)
乔治安娜（英文：Georgiana），是美国阿拉巴马州下属的一座城市。面积约为6.24平方英里（约合16.15平方公里）。根据2010年美国人口普查，该市有人口1,738人，人口密度为278.66/平方英里（约合107.62/平方公里）。